# Andrea Cavalleri
Andrea Cavalleri (* 1969 in Pavia bei Mailand) ist ein italienischer Physiker und Direktor am Max-Planck-Institut für Struktur und Dynamik der Materie. Er hat Pionierleistungen auf dem Gebiet der Ultrakurzzeit-Spektroskopie mit Synchrotronstrahlung an Materialien mit stark korrelierten Elektronen erbracht.

## Leben
Andrea Cavalleri studierte Elektrotechnik und Laserphysik an der Universität Pavia und der Universität-Gesamthochschule Essen. In Pavia machte er 1994 einen Laurea-Abschluss und wurde 1998 zum Doktor promoviert.
Von 1998 bis 2001 war er Postdoktorand bei Kent R. Wilson an der University of California, San Diego (UCSD), anschließend von 2001 bis 2005 am Lawrence Berkeley National Laboratory (LBNL). Im Jahr 2004 wechselte er an die University of Oxford, an der er 2006 Professor wurde.
Die Max-Planck-Gesellschaft ernannte ihn 2008 zum ersten Direktor der Max-Planck-Forschungsgruppe für strukturelle Dynamik an der Uni Hamburg, die 2013 zum Max-Planck-Institut für Struktur und Dynamik der Materie mit Cavalleri als geschäftsführendem Direktor wurde.
Cavalleri ist Professor an den Universitäten von Oxford und Hamburg.

## Wirken
Während der Zeit in Wilsons Gruppe in San Diego führten Cavalleri und seine Mitarbeiter Messungen zur Dynamik atomarer Strukturen in Festkörpern mit Röntgenpulsen im Femtosekundenbereich durch. Die ultrakurzen Röntgenpulse wurden durch laserproduzierte Plasmen erzeugt.
Am LBNL begann er, die Spektroskopie mit ultrakurzen Röntgenpulsen mit Terahertz-Strahlung zur Anregung vor allem von stark korrelierten Elektronensystemen zu kombinieren. Dabei war er maßgeblich an der Entwicklung der ersten wissenschaftlichen Anwendungen der „Slicing“-Technik beteiligt, mit deren Hilfe aus Synchrotronstrahlung ultrakurze, sehr intensive Röntgenpulse gewonnen werden.
Seine Arbeiten in Oxford behandelten lichtinduzierte Prozesse in Quantenmaterialien. Unter anderem gelang Cavalleris Gruppe die Demonstration lichtinduzierter Supraleitung in Cupraten.
Am Max-Planck-Institut ist der Schwerpunkt der Forschungstätigkeit der von Cavalleri geführten Gruppe die Physik stark korrelierter Systeme und von deren Steuerung durch starke elektromagnetische Transienten im Terahertz-Frequenzbereich. Zu den behandelten Themen gehören unter anderem lichtinduzierte Supraleitung, das Regeln von Magnetismus durch nichtlineare Phononik sowie die kohärente Kontrolle von Mott-Isolatoren und Ladungsdichtewellen.

## Ehrungen und Auszeichnungen
Die Deutsche Physikalische Gesellschaft und das britische Institute of Physics verliehen Cavalleri 2015 den Max-Born-Preis „für seine zeitaufgelösten Messungen photoinduzierter Phasenübergänge in elektronisch korrelierten Materialien“. Ebenfalls 2015 erhielt er den Dannie-Heineman-Preis der Akademie der Wissenschaften zu Göttingen. 2016 wurde er zum Fellow der American Association for the Advancement of Science ernannt. 2017 wurde er in die Academia Europaea aufgenommen. 2018 erhielt er den Frank-Isakson-Preis für optische Effekte in Festkörpern der American Physical Society. Für 2024 wurde Cavalleri der CMD Europhysics Prize zugesprochen.

## Publikationen (Auswahl)
Andrea Cavalleri ist Autor zahlreicher wissenschaftlicher Veröffentlichungen. Zu seinen meistzitierten Fachartikeln gehören die folgenden:
- A. Cavalleri, Th. Dekorsy, H. H. W. Chong, J. C. Kieffer, R. W. Schoenlein: Evidence for a structurally-driven insulator-to-metal transition in VO2: A view from the ultrafast timescale. In: Physical Review B. Band 70, Nr. 16, Oktober 2004, ISSN 1098-0121, doi:10.1103/PhysRevB.70.161102 (Artikel Nr. 161102).
- Andrea Cavalleri, Klaus Sokolowski-Tinten, Joerg Bialkowski, Michaela Schreiner, Dietrich von der Linde: Femtosecond melting and ablation of semiconductors studied with time of flight mass spectroscopy. In: Journal of Applied Physics. Band 85, Nr. 6, 1999, ISSN 0021-8979, S. 3301–3309, doi:10.1063/1.369675.
- A. Cavalleri, M. Rini, H. H. W. Chong, S. Fourmaux, T. E. Glover, P. A. Heimann, J. C. Kieffer, R. W. Schoenlein: Band-Selective Measurements of Electron Dynamics in    Using Femtosecond Near-Edge X-Ray Absorption. In: Physical Review Letters. Band 95, Nr. 6, August 2005, ISSN 0031-9007, doi:10.1103/PhysRevLett.95.067405 (Artikel Nr. 067405).
- A. Cavalleri, C. W. Siders, F. L. H. Brown, D. M. Leitner, C. Tóth, J. A. Squier, C. P. J. Barty, K. R. Wilson, K. Sokolowski-Tinten, M. Horn von Hoegen, D. von der Linde, M. Kammler: Anharmonic Lattice Dynamics in Germanium Measured with Ultrafast X-Ray Diffraction. In: Physical Review Letters. Band 85, Nr. 3, Juli 2000, ISSN 0031-9007, S. 586–589, doi:10.1103/PhysRevLett.85.586.
- A. Cavalleri, Cs. Tóth, C. W. Siders, J. A. Squier, F. Ráksi, P. Forget, J. C. Kieffer: Femtosecond Structural Dynamics in VO2 during an Ultrafast Solid-Solid Phase Transition. In: Physical Review Letters. Band 87, Nr. 23, November 2001, ISSN 0031-9007, doi:10.1103/PhysRevLett.87.237401 (Artikel Nr. 237401).
- D. Fausti, R.I. Tobey, N. Dean, S. Kaiser, A. Dienst, M.C. Hoffmann, S. Pyon, T. Takayama, H. Takagi and A. Cavalleri: Light induced Superconductivity in a Stripe-ordered Cuprate. In: Science. Band 331, Nr. 6014, Januar 2011, ISSN 0036-8075, S. 189–191, doi:10.1126/science.1197294.
- R. Mankowsky, A. Subedi, M. Först, S.O. Mariager, M. Chollet, H. Lemke, J. Robinson, J. Glownia, M. Minitti, A. Frano, M. Fechner, N. A. Spaldin, T. Loew, B. Keimer, A. Georges, A. Cavalleri: Nonlinear lattice dynamics as a basis for enhanced superconductivity in YBa2Cu3O6.5. In: Nature. Nr. 516, Dezember 2014, ISSN 0028-0836, S. 70–71, doi:10.1038/nature13875.